# Höfðaletur
Höfðaletur (ісл. вимова: [ˈhœvðaˌlɛːtʏr̥] ; «головні літери») — це незвичайний ісландський шрифт, який використовується в різьбі, який нещодавно був адаптований для використання в поліграфії . Літери не мають сталої форми.

## Історія
Найдавніші відомі зразки Höfðaletur, як вважають, датуються XVI століттям, і створення цього шрифту, ймовірно, базується на готичній текстурі .
Букви не мають сталої форми, але всі вертикалі мають «голову», прикрашену різьбленням, зазвичай простим і похилим, але іноді подвійним. Існує багато припущень щодо походження назви höfðaletur, але певних доказів не існує.
Старіші зразки Höfðaletur вирізані на дереві та завжди мають глибокі надрізи, щоб літери були рельєфними. Сучасні приклади також можна знайти на металевих предметах, таких як обручки . Згідно з Brynjúlfur Jónsson, Höfðaletur замінив зовсім інший Spónaletur («ложкові літери») на ложках та інших срібних предметах наприкінці дев'ятнадцятого століття.

## Сучасне використання
Деякі ісландські розробники шрифтів експериментували з Höfðaletur, зокрема Gunnlaug Briem, Hörður Lárusson, Sigurður Orri Þórhannesson і Sól Hrafnsdóttir.
Національний музей Ісландії використовує höfðaletur як частину своєї візуальної ідентичності.

## Подальше читання
- Brynjúlfur Jónsson (1899). German translation by M. Lehmann-Filhés. Über Höfðaletur. Zeitschrift für Volkskunde. 9: 181—88. (Internet archive)
- Gunnlaugur S.E. Briem, "Höfðaletur: A Study of Icelandic Ornamental Lettering from the Sixteenth Century to the Present, " PhD Thesis, Royal College of Art, 1980 OCLC 59061463.